# Robin Simon
Robert Simon, más conocido como Robin Simon, (Halifax, West Yorkshire, Inglaterra, 12 de julio de 1956) es un guitarrista que fue miembro de diferentes bandas new wave, como Neo, Ultravox y Magazine, y trabajó durante la primera mitad de la década de 1980 en la carrera solista de John Foxx, cantante de Ultravox. Actualmente, integra Ajanta Music, la cual formó junto con su hermano Paul.

## Trayectoria
Guitarrista autodidacta, su carrera musical comenzó en distintas bandas locales de su natal Halifax, Yorkshire, al lado de su hermano Paul en la batería. Después de integrar Limmie Funk Limited, ambos se unen a Ian North para formar Neo, la cual hace giras durante la escena punk británica. 
A comienzos de 1978 se une a Ultravox, banda que reconocía su talento como guitarrista. Por esa época, Robin Simon pasa a ser su nombre de escena. Ultravox graba con él su tercer álbum Systems Of Romance, pero luego de una gira posterior, la expulsión del grupo por su sello Island, una gira por Estados Unidos y el anuncio de su cantante John Foxx de no seguir con la banda, Simon decide secundar a éste y quedarse en el país norteamericano. Al poco tiempo, regresa a Inglaterra y se incorpora a Magazine, con la cual graba junto con ésta el álbum en vivo Play. Después, y a partir de 1981, vuelve a colaborar con John Foxx en su carrera como solista y a finales de los ochenta con Billy Currie (recientemente con Ultravox disuelto) en una agrupación llamada Humania.
En 2003, se reúne con su hermano Paul para formar un dúo de música experimental llamado Ajanta Music, que llega a sacar un álbum en 2006, And Now We Dream. Después se une a Visage, donde permanece hasta el fallecimiento de su cantante Steve Strange en febrero de 2015.